# Kabahigoth
Kabahigoth (en népalais : कवहीगोठ) est un comité de développement villageois du Népal situé dans le district de Bara. Au recensement de 2011, il comptait 6 580 habitants.